# 廣瀬貞文
広瀬 貞文（ひろせ さだふみ、嘉永6年（1853年）9月 -　大正3年（1914年）4月15日）は、明治・大正期の官吏、法学者、儒学者。衆議院議員（5期）、国民協会所属。号は、濠田（ごうでん）。

## 経歴
豊後国に儒学者・広瀬青邨の子として生まれる。
家塾の咸宜園で漢学を修め、朝吹英二が証人となり、明治8年（1875年）慶應義塾本科に入学し、明治11年（1878年）に本科を卒業した。在学中から碩学の士とうたわれ、刑法、治罪法などの法律学を研究。千葉県属から司法省属、大審院書記を経て内務省に入る。帰郷して、大分県教英中学校長、埼玉県尋常師範学校漢文科教授嘱託、台湾総督府事務嘱託等を歴任し、明治40年（1907年）に日田町長（四代目）に就任。他、また上海商務印書館に入り法律書等の翻訳に従事した。
私塾・「咸宜園」の再興を目指し、明治18年（1885年）2月から明治20年（1887年）11月まで塾を主宰。明治15年（1882年）6月には「私立学校」として府知事あてに再び調書を提出（青邨は山梨滞留のため貞文名義）、そこでは名称が「東宜園」と改められた。
第2回衆議院議員総選挙にて国民協会の推薦を受けて、大分県四区より立候補して当選し、以来第6回まで代議士を務めた。

## 著書
- 『淡窓詩話』